# Simon Christian Stockholm Simonsen
Simon Christian Stockholm Simonsen (født 17. december 1859 i Ribe, død 15. maj 1937 i Ribe) var gymnastik- og skrivelærer på Ribe Katedralskole fra 1886 til 1929. Han var meget aktiv i foreningslivet i Ribe. Blandt andet var han i 1888 med til at stifte en lokalafdeling af De danske Forsvarsbrødre og var afdelingens formand i 40 år. Han var også aktiv i 42 år i Forskønnelseskomitéen i Ribe, som passede Ribe Plantage, og komitéens formand fra 1904.
Stockholm Simonsen underviste Christian 10., da han var kronprins, og hans brødre prins Carl, som senere blev Haakon 7. af Norge, og prins Harald i gymnastik på Hærens gymnastikskole i København. Stockholm Simonsen mødte også kong Christian ved flere lejligheder, efter at Christian var blevet konge. Kong Christian udnævnte Stockholm Simonsen til ridder af Dannebrog i 1923 for hans arbejde for forsvarsbrødrene. Stockholm Simonsen modtog også Medaljen for druknedes redning for at have reddet tre personer fra en kæntret båd ved jernbanebroen i Ribe.

## Levned
Stockholm Simonsen blev født i Ribe som søn af møller Jens Christian Simonsen og hustru Kirsten Simonsen, født Christensen. Efter sin skolegang blev han landbrugsuddannet og landvæsenselev. Han aftjente værnepligt i 12. battaljon i Fredericia fra 1879 til 1881. 1. oktober 1883 startede han på gymnastiklæreruddannelsen på hærens gymnastikskole i Nyboder i København. Uddannelsen varede 6 måneder, hvorefter han fortsatte med den udvidede gymnastiklæreruddannelse, som også varede 6 måneder. Han gik også til dans 2 gange ugentligt i 1884-1885 hos balletmesteren på Det Kongelige Teater.
Han startede som gymnastiklærer på Ribe Katedralskole 1. maj 1886, og blev hurtigt også skrivelærer. Indtil 1902 underviste han også i de samme fag på Ribe Borgerskole, og fra 1899 underviste han også på Ribe Lærerseminarium. Han underviste tillige i dans på Hotel Klubben i Ribe i al den tid, han boede i byen.
Stockholm Simonsen var medstifter af den lokale afdeling af De danske Forsvarsbrødre og afdelingens formand i 40 år. Han var medlem i 42 år af Forskønnelseskomitéen, som forskønnede Ribe Plantage med træplantning og pasning af bevoksningen, og var dens formand fra 1904. Han var også formand i Ringriderforeningen, Fugleskydningsselskabet og Ribe Skytteforening, samt formand for og medstifter af Ribe og Omegns Teaterforening og leder af Ribe Politikorps. Stockholm Simonsen var tillige medlem af Ribe Byråd i 6 år. Han var også kendt for at arrangere fester, stævner og udflugter for blandt andet byens foreninger og kollegaerne på Katedralskolen.
Simonsen gik på pension 31. januar 1929 lidt over måned efter at han fyldte 70 år.
Han blev gift 18. oktober 1887 i Fredericia. Han mødte Marie, som han blev gift med, da han aftjente værnepligt i Fredericia. Parret fik 10 børn. To af børnene døde som spæde. Han døde i en alder i 77 år på Ribe Sygehus 15. maj 1937 efter at være opereret for en tarmsygdom. Han er begravet på Ribe Gamle Kirkegård, hvor hans gravsten, som er opsat af Forsvarsbrødrene, stadig står. Begravelsen foregik 21. maj 1937 fra Ribe Domkirke med meget stor deltagelse og blev forrettet af biskop Søren Mejsen Westergaard.